# مكنون (توغمرت)
مكنون هي إحدى مشيخات المملكة المغربية، تتبع جغرافيا لإقليم تارودانت وإداريًا لتوغمرت. يقدر عدد سكانها بـ 8484 نسمة حسب الإحصاء الرسمي للسكان والسكنى لسنة 2004.